# Kəlbənd
Kəlbənd är en ort i Azerbajdzjan.   Den ligger i distriktet İsmayıllı Rayonu, i den centrala delen av landet, 150 km väster om huvudstaden Baku. Kəlbənd ligger 374 meter över havet och antalet invånare är 812.
Terrängen runt Kəlbənd är kuperad åt nordväst, men åt sydost är den platt. Terrängen runt Kəlbənd sluttar söderut. Närmaste större samhälle är İsmayıllı, 13,5 km norr om Kəlbənd.
Trakten runt Kəlbənd består till största delen av jordbruksmark. Runt Kəlbənd är det ganska glesbefolkat, med 34 invånare per kvadratkilometer.